# Pseudechiniscus gullii
Espèce
Pseudechiniscus gullii est une espèce de tardigrades de la famille des Echiniscidae. 

## Distribution
Cette espèce est endémique du Chiapas en Mexique.

## Publication originale
- Pilato & Lisi, 2006 : Notes on some tardigrades from southern Mexico with description of three new species. Zootaxa, no 1236, p. 53-68.